# Альберто Кампензе
Альберто Кампензе, Альберт Піге, Альбертус Пігіус (нід. Albert Pigghe, лат. Albertus Pighius; 1490, Кампен — 29 грудня 1542, Утрехт) — нідерландський письменник, римо-католицький богослов, математик і астроном. Захищав католицьку доктрину проти протестантизму. Реформатори Жан Кальвін і Мартин Буцер виступали проти його поглядів. Часто був послом до різних народів.
Йому належить спогад про Україну 1534 року
|  | Київ, столиця колишньої держави русів, при річці Бористені, є одним з найгарніших і найкультурніших міст Європи, хоч його пограбовано і спустошено до краю |

## Життєпис
Народився в місті Кампен, Утрехтське єпископство провінція Оверейсел, Нідерланди. Звідки пізніше став відомим як Кампензе, від топоніму Кампен.
Почав отримувати вищу освіту в 1507 році. Завершив навчання в Льовенському католицькому університеті, отримав академічну ступінь Magister artium, слухав лекції майбутнього Адріана VI, продовжив вищі студії в Кьольнському університеті, де захистив науковий ступінь доктора теології в 1517 р.
Переселився в Італію зі своїм другом, який згодом став Папою Римським під іменем Адріан VI, при дворі якого він і замешкав у м. Рим з функціональними обов'язками папського камергера (лат. cubicularius).
Залишився камергером при Климентії VII та Павлі III. Викладав математику та астрономію цим папам. Він написав кілька робіт з астрономії, праці щодо реформи календаря та Східних православних церков. Климент VII відправив його до кількох політичних посольств, серед яких з 1531 р. надати знаки гідності Фердинанду Австрійському, котрий став королем.
У 1535 р. Павло III призначив його бути пробстом Янскерка в Утрехті, де він був і світським каноніком з 1524 р.. Він покинув Рим і поїхав жити в Утрехт. З ним зупинилися два сини його сестри Гези, у тому числі відомий гуманіст і археолог Стефан Вінандус Пігіус, який до свого прізвища додавав прізвище свого дядька. У свій час в Утрехті він став жорстким супротивником різних протестантських рухів, відстоював традиційну церковну ієрархію, виступав в 1538 р. проти англійського короля Генріха VIII і боровся проти обмеження влади папства.
На прохання Папи Римського він брав участь у релігійних дискусіях між католиками та протестантами в Німецькому Рейху. На конференції в м. Вормс в 1540 р. його присутність викликала проблеми, тому що він обстоював загальну християнську позицію, його не могли віднести до якоїсь групи опонентів, вважали він висунув деякі теорії, що не відповідають положенням Католицької Церкви згідно рішень Тридентського собору. Лідер католицьких богословів Йоганн Екк не сприймав його та богословів, які взяли участь від імені імператора Карла V. Відвідав Першу конференцію в Регенсбурзі у 1541 р.. Після конференції в Регенсбурзі він відправився до Венеції, щоб опублікувати свою основну роботу «Controversiarum … explicatio» (Пояснення спору), опубліковану в 1542 р.. У тому ж році він повернувся в Утрехт.
Він написав ще три праці проти протестантів. Захищав вчення про свободу вибору і з цим здатність людини сприяти власному збереженню. Проти цієї роботи виступав Жан Кальвін (Захист здорової і чистої доктрини рабства і звільнення від волі людини). Кальвін настільки серйозно сприймав його погляди, що в 1552 р. він присвятив нову книгу цьому (Про вічне приречення). Інші його твори були спрямовані проти Мартина Буцера, реформатора Страсбурга. У своїй праці «Ratio composendorum dissidiorum» («Керівництво по зменшенню єретиків») він дискутував з Буцшером на першій конференції у Регенсбурзі та заявив, що релігійні переговори є безглуздими. У посмертно опублікованій «Apologia adversus Martini Buceri calumnias» (оборона проти Мартина Буцеровського наклепу) він відстоював церковну ієрархію та авторитет Папи.
Кампензе хоча і не був сам в Московії, але може бути віднесений до числа письменників про Росію. З розповідей свого батька, брата та інших, хто торгував з Московією купців він зібрав відомості про цю країну і, скориставшись ними, звернувся з листом до папи Климента VII, де постарався переконати його в необхідності сприяти об'єднанню церков. Лист Кампензе, що зберігається у Ватиканському архіві, публікувався вже не один раз під назвою «Lettera d'Alberto Campense» (Венеція, 1543 р. та ін.), а також це увійшло в II-ий том збірника «Ramusio», «Raccolta de viaggi». Російський переклад його був надрукований в I-му томі, що видавався В. Семьоновим «Бібліотеки іноземних письменників про Росію» (СПб., 1836, рос. Библиотеки иностранных писателей о России).
Помер у місті Утрехт Сеньорії Утрехту, Габсбурзькі Нідерланди.

## Твори
- «Astrologiæ defensio adversus prognosticatorum vulgus, qui annuas prædictiones edunt et se astrologos mentiuntur» (Paris, 1518);
- «De æquinoctiarum solstitiorumque inventione et de ratione paschalis celebrationis deque restitutione ecclesiastici Calendarii» (Paris, 1520);
- «Apologia adversus novam Marci Beneventani astronomiam» (Paris, 1522);
- «Defensio Apologiæ adversus Marci Beneventani astronomiam» (Paris, 1522);
- «Apologia indicti a Paulo III. Concilii, adversus Lutheranas confederationes» (Cologne, 1537; Paris, 1538);
- «Hierarchiæ ecclesiasticæ assertio» (Cologne, 1538);
- «De libero hominis arbitrio et divina gratia libri X» (Cologne, 1542);
- «Controversiarum præcipuarum in Comitiis Ratisponensibus tractatarum … explicatio» (Cologne, 1542);
- «Ratio componendorum dissidiorum et sarciendæ in religione concordiæ» (Cologne, 1542);
- «Apologia adversus Martini Buceri calumnias» (Mainz, 1543);
- «La sua ultima opera, Apologia adversus Martini Buceri calumnias» (Mainz, 1543).